# 셰퍼즈부시

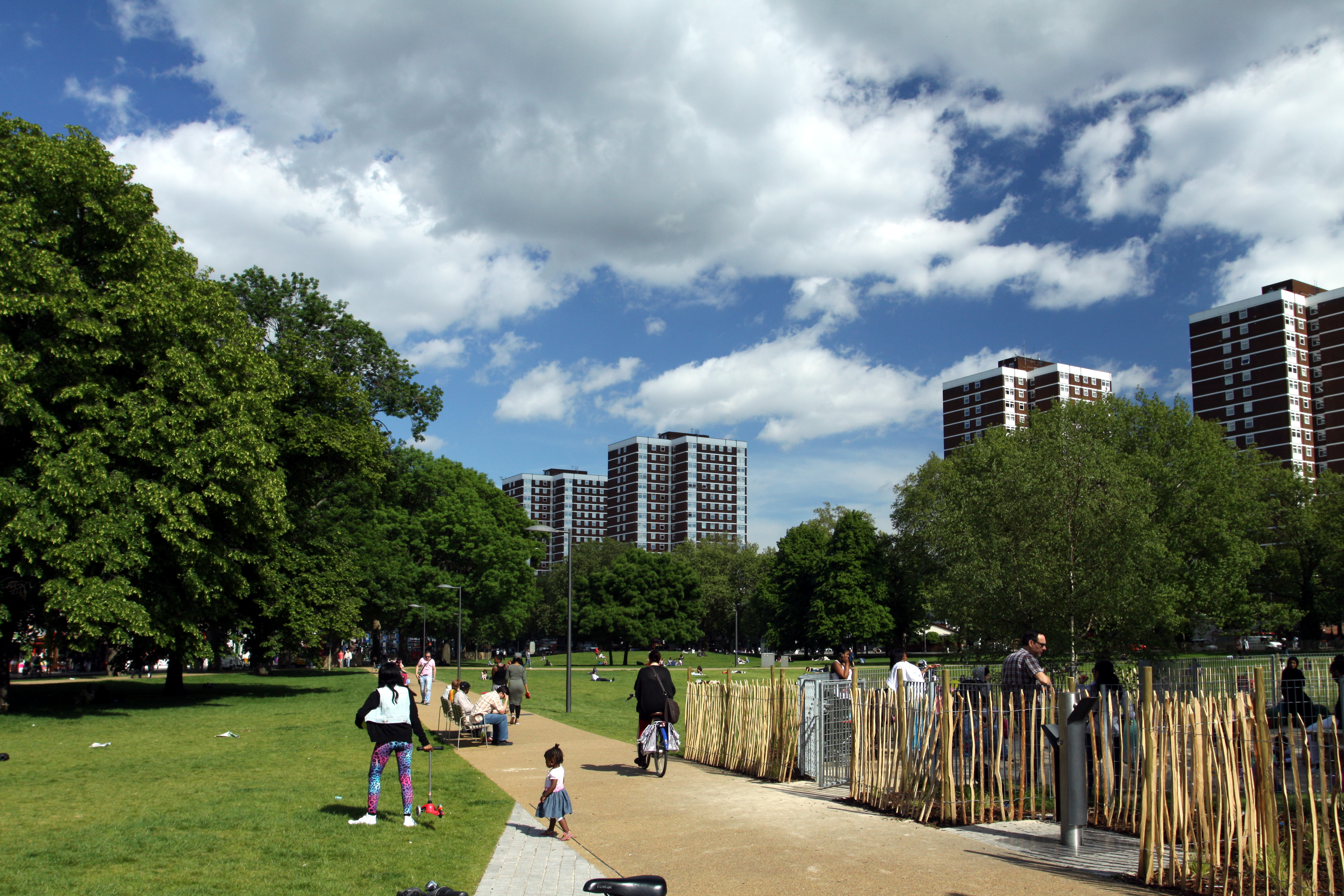
셰퍼즈부시 그린

셰퍼즈부시(Shepherd's Bush)는 채링크로스에서 서쪽으로 7.9km(4.9마일) 떨어진 해머스미스 풀럼구의 런던 자치구 내에 있는 영국 웨스트 런던의 교외 지역으로, 런던 계획에서 주요 대도시 중심지로 확인되었다.
주로 주거용 건물이지만 셰퍼즈부시 그린(Shepherd's Bush Green)의 쇼핑 지역에 중점을 두고 있으며 북쪽으로 짧은 거리에 웨스트필드 런던(Westfield London) 쇼핑 센터가 있다. 주요 도로는 Uxbridge Road, Goldhawk Road 및 Askew Road이며, 모두 소규모이며 대부분 독립적인 상점, 펍 및 레스토랑이 있다. 셰퍼즈부시(Shepherd's Bush)의 로프터스 로드(Loftus Road) 축구 경기장은 퀸스 파크 레인저스 FC(Queens Park Rangers)의 홈구장이다. 2011년에 이 지역의 인구는 39,724명이었다.
이 구역은 남쪽으로 해머스미스(Hammersmith), 동쪽으로 홀랜드 파크(Holland Park)와 노팅힐(Notting Hill), 북쪽으로 할레스덴(Harlesden)과 켄살 그린(Kensal Green), 서쪽으로 액튼(Acton)과 치직(Chiswick)과 경계를 이루고 있다. 화이트시티(White City)는 셰퍼즈부시(Shepherd's Bush) 북부 지역을 형성한다. 셰퍼즈부시는 자치구의 셰퍼즈 부시그린, 애스큐, 칼리지파크앤드올드오크(College Park & Old Oak), 월홈트(Wormholt) 및 화이트시티 병동으로 구성된다.